# Colobogaster
Genre
Colobogaster est un genre de coléoptères de la famille des Buprestidae.

## Liste des espèces
Le genre contient de nombreuses espèces :
- Colobogaster acostae Rojas 1856
- Colobogaster amorosa Obenberger 1952
  - syn. Colobogaster glycichrous Obenberger 1952
- Colobogaster anchoralis Obenberger 1932
- Colobogaster annei Gory 1841
- Colobogaster apolinari Obenberger 1932
- Colobogaster aureoviridis Fisher 1933
- Colobogaster aurora Obenberger 1952
- Colobogaster belemensis Obenberger 1952
- Colobogaster bella Kirsch 1873
- Colobogaster biguttata Kerremans 1897
- Colobogaster boliviana Obenberger 1952
- Colobogaster bourgoini Obenberger 1928
- Colobogaster cayennensis (Herbst) 1801
  - syn. Colobogaster viridicollis Gory & Laporte 1837
- Colobogaster celsa (Erichson) 1848
- Colobogaster chlorosticta (Klug) 1825
  - syn. Colobogaster hopei Gory & Laporte 1837
- Colobogaster croesa Obenberger 1922
- Colobogaster cupricollis Kerremans 1897
- Colobogaster cyanitarsis Gory & Laporte 1837
  - syn. Colobogaster flammeola Obenberger 1952
  - syn. Colobogaster brasiliensis Obenberger 1952
- Colobogaster decorata Thomson 1878
- Colobogaster desmarestii Deyrolle 1862
- Colobogaster diversicolor Thomson 1879
- Colobogaster diviana Gory 1841
  - syn. Colobogaster encyanea Obenberger 1939
- Colobogaster ecuadorica Obenberger 1928
- Colobogaster embrikiella Obenberger 1936
- Colobogaster empyrea (Gory) 1832
- Colobogaster equadorica Obenberger 1928
- Colobogaster eximia Gory 1841
  - syn. Colobogaster pillaulti Théry 1937
- Colobogaster geniculata Théry 1920
- Colobogaster gigas Fisher 1933
- Colobogaster goryi Obenberger 1934
  - syn. Colobogaster cayennensis Gory & Laporte 1837
- Colobogaster hustachei Théry 1920
- Colobogaster incisifrons Théry 1920
- Colobogaster infraviridis Thomson 1879
- Colobogaster itaitubensis Théry 1936
- Colobogaster jacquieri Gory 1841
- Colobogaster lemoulti Théry 1946
- Colobogaster martinezi Cobos 1966
- Colobogaster modesta Théry 1920
- Colobogaster nickerli Obenberger 1952
- Colobogaster paraensis Kogan 1965
- Colobogaster peruviana Obenberger 1924
- Colobogaster pizarroi Cobos 1966
- Colobogaster puncticollis Waterhouse 1887
- Colobogaster quadridentata (Fabricius) 1793
  - syn. Colobogaster boulardii Gory 1841
  - syn. Colobogaster manaosensis Obenberger 1952
  - syn. Colobogaster plagifera Obenberger 1952
- Colobogaster quadriimpressa Thomson 1878
- Colobogaster resplendens Gory 1841
- Colobogaster rotundicollis Obenberger 1928l
- Colobogaster seabrai Kogan 1965
- Colobogaster seximpressa Théry 1911
- Colobogaster singularis Gory 1841, syn. Colobogaster kerremansi Théry 1920
- Colobogaster soror Théry 1936
- Colobogaster splendida (Lucas) 1858
- Colobogaster strandi Obenberger 1928
- Colobogaster sulci Obenberger 1932
- Colobogaster triloba (Olivier) 1790
- Colobogaster weingaertneri Hoscheck 1931
- Colobogaster weyrauchi Cobos 1966